# Tariria
Tariria est une reine ou princesse urartéenne du IXe ou VIIIe siècle av. J.-C.. Liée à la figure du roi Menua par des inscriptions le long du canal de Menua, où elle possède des terres, il reste difficile d'évaluer leurs liens précis, à savoir, si elle est l'épouse ou la fille du roi, bien qu'elle semble plutôt être son épouse.
Avec la reine Qaquli, elle est l'une des deux femmes membres de la famille royale urartéenne connues.

## Biographie
Tariria est principalement connue par une inscription comportant son nom et placée à la limite de ce qui semble être son vignoble, le long du canal de Menua,,. En réalité, plus qu'un simple vignoble, ses terres semblent être un vaste jardin royal sur le modèle assyrien. Cette inscription déclare : « Ce vignoble appartient à Tariria, femme de Menua. Il est appelé le vignoble de Tariria »,.   
Elle est généralement considérée comme l'épouse de Menua,,, mais il s'agit peut-être de sa fille,,. Avec la reine Qaquli, elle est l'une des deux femmes membres de la famille royale urartéenne connues,.  